# ФК Стоук Сити
Фудбалски клуб Стоук Сити (енгл. Stoke City Football Club) јесте енглески професионални фудбалски клуб из Стоука на Тренту који наступа у Чемпионшипу од сезоне 2018/19. Основан је 1863. по чему је најстарији енглески фудбалски клуб после Нотс Каунтија. Клуб утакмице као домаћин игра на стадиону Британија капацитета 30.089 места.

## Стоук Сити у европским такмичењима
| Сезона  | Такмичење        | Коло        | Клуб           | Резултат |
| ------- | ---------------- | ----------- | -------------- | -------- |
| 1972/73 | УЕФА куп         | 1. коло     | Кајзерслаутерн | 3-1, 0-4 |
| 1974/75 | УЕФА куп         | 1. коло     | Ајакс          | 1-1, 0-0 |
| 2011/12 | УЕФА лига Европе | 3. коло кв. | Хајдук Сплит   | 1-0, 2-0 |
| 2011/12 | УЕФА лига Европе | плеј-оф     | Тун            | 0-1, 4-1 |

## Рекорди
Посета:
- 51,130 (Викторија Граунд) против Арсенала 29. март 1937.
- Око 52,000 против Реал Мадрида 1963.
- 28,218 (Британија Стадион) против Евертона 5. јануар 2002.

Резултати:
- Највећа лигашка победа: 10-3 против Вест Бромич албиона (1937)
- Највећи лигашки пораз: 0-10 против Престона (1889)

Најскупљи трансфер:
- Дејв Китсон дошао из Рединга: 5,5 милиона £ (Јул 2008)